# Petaluma
Petaluma [pɛtə'lumə] è una città della contea di Sonoma, situato nello stato della California, negli Stati Uniti d'America.

## Società

### Evoluzione demografica
La popolazione attuale supera di poco i 60 000 abitanti all'interno dei confini della città.

## Cultura
La città è stata citata più volte nelle strisce giornaliere dei Peanuts e nella canzone e nell'album discografico omonimi di Norman Greenbaum. Inoltre Petaluma è stata la location della maggior parte delle scene del film cult come Explorers, American Graffiti e del sequel American Graffiti 2. 

## Infrastrutture e trasporti
La città di Petaluma è servita dalla stazione ferroviaria Petaluma-Downtown, inaugurata il 29 giugno 2017, che è servita dai treni del servizio ferroviario suburbano Sonoma-Marin Area Rail Transit.